# Mickaël Robin
Mickaël Robin (* 28. Mai 1985 in Straßburg) ist ein ehemaliger französischer Handballspieler.
Der 1,90 Meter große Handballtorwart schloss sich 2008 nach sieben Jahren beim SC Sélestat Handball dem Kontrahenten Chambéry Savoie HB an. Für die Saison 2010/11 hatte er einen Vertrag für Montpellier HB unterschrieben, ohne dies mit dem eigenen Verein abzusprechen. Nach längeren Verhandlungen zwischen beiden Vereinen einigte man sich darauf, dass Robin ab der Saison 2010/11 in Montpellier spielt und Nebojša Grahovac als Gegenleistung 2011 nach Chambéry wechselt. Mit Montpellier gewann Robin 2011 und 2012 die französische Meisterschaft sowie 2012 und 2013 den französischen Pokal. Im Februar 2014 wurde Robin vom FC Barcelona als Ersatz für den verletzten Arpad Sterbik bis zum Saisonende verpflichtet. Da er zuvor im EHF-Pokal startete, war er für die EHF Champions League einsatzberechtigt. Mit Barcelona wurde er spanischer Meister. Zur Saison 2014/15 wechselte Robin für zwei Jahre zum französischen Erstligisten Cesson-Rennes Métropole HB. Anschließend schloss er sich US Créteil HB an. Nachdem Robin für den Sommer 2021 sein Karriereende angekündigt hatte, änderte er seine Meinung und unterschrieb stattdessen einen Vertrag beim Ligakonkurrenten HBC Nantes. Mit dem HBC gewann er im Dezember 2021 den Coupe de la Ligue. Zur Saison 2022/23 wechselte der ausgebildete Physiotherapeut für zwei Jahre zu Saint-Raphaël Var Handball. Anschließend beendete er seine Karriere.
Mit der französischen Nationalmannschaft gewann er die Silbermedaille bei den Mittelmeerspielen 2009.